# Ľudovít Benada
Ľudovít Benada (* 28. August 1899 in Mikulčice; † 13. Juni 1973 in Bratislava) war ein slowakischer kommunistischer Funktionär und Politiker.

## Leben
Benada, ursprünglich ein Sozialdemokrat, gehörte 1921 zu den Mitbegründern der Kommunistischen Partei der Tschechoslowakei (KSČ). In den 1920er Jahren war er Parteifunktionär in der Slowakei, 1931–1938 betätigte er sich in der UdSSR. Nach 1939 arbeitete er in der illegalen Kommunistische Partei der Slowakei (KSS) und war Mitglied des illegalen Zentralkomitees (ZK), 1942 wurde er von der Gestapo verhaftet und verbrachte vier Jahre im KZ Mauthausen.
Nach 1945 arbeitete er wieder in der kommunistischen Partei. Benada war vom 2. Dezember 1946 bis 1. April 1946 einer der sechs Beisitzer des Nationalen Gerichts um den Präsidenten der Slowakischen Republik Jozef Tiso.
Zwischen 1953 und 1958 war er Beauftragter des Amtes für die staatliche Kontrolle, von Juni 1958 bis 1962 war er Vorsitzender des Slowakischen Nationalrates (SNR). Außerdem hatte Benada folgende Parteiämter inne:
- ab 1945 Mitglied des (ZK) der KSS
- 1952 wurde er zum Sekretär des Zentralkomitees der KSS
- 1952–1954 Kandidat des ZK der KSČ
- ab 1953–1964 Mitglied des Sekretariats des ZK der KSS
- ab 1954 Mitglied des Politbüros der KSS
- ab 1958 Mitglied des ZK der KSČ

Im Dezember 1948 wurde Benada stellvertretender Vorsitzender (bis 1952) der neu gegründeten Kommission für die Parteikontrolle (KSK), eine dem Sekretariat des ZK der KSČ zugeordnete Institution, welche die Untersuchungen gegen Parteifunktionäre durchführte und der eine bedeutende Rolle bei der Vorbereitung der kurze Zeit danach beginnenden politischen Schauprozesse in der Tschechoslowakei zugedacht war.
1945 erhielt er das Tschechoslowakische Kriegskreuz 1939 sowie den Orden des Slowakischen Nationalaufstandes und 1955 den Orden der Republik.